# Смирнов, Владимир Анатольевич
Влади́мир Анато́льевич Смирно́в (род. 2 августа 1977, Волгоград, СССР) — российский футболист, полузащитник.
В Высшем дивизионе чемпионата России сыграл 181 матч и не забил ни одного мяча (больше матчей без единого забитого мяча сыграл только Геннадий Нижегородов).

## Карьера

### Клубная
Футболом начал заниматься в 10 лет. Первым тренером был Владимир Пармузин. Окончил Волгоградскую государственную академию физической культуры. Свою карьеру начинал в дубле камышинского «Текстильщика» в 1992 году. В 1994 году перешёл во вторую команду клуба «Ротор». Дебютировал в составе основной команды в 1997 году. За «Ротор» выступал до 2004 года, сыграв за это время в 181-м матче чемпионата России и по одному матчу в розыгрышах Кубка УЕФА 1997/98 и 1998/99 годов. В 2005 году подписал контракт с «Факелом», однако, по ходу сезона пополнил ряды «Содовика». 2007 год провёл в «Урале», после чего отправился в курский «Авангард». В 2009—2010 годах защищал цвета «Волгограда» и «Ротора». В 2011 году перешёл в костромское «Динамо». В 2012—2014 годах являлся игроком «Севера». Завершил карьеру в тверской «Волге».

### В сборной
В 1998—1999 годах вызывался в олимпийскую сборную России по футболу, в составе которой сыграл 7 матчей.
| № | Дата            | Оппонент | Счёт  | Соревнование            |
| 1 | 10 октября 1998 | Франция  | 2 : 1 | Отборочные игры ОИ-2000 |
| 2 | 14 октября 1998 | Исландия | 2 : 1 | Отборочные игры ОИ-2000 |
| 3 | 27 марта 1999   | Армения  | 2 : 0 | Отборочные игры ОИ-2000 |
| 4 | 5 июня 1999     | Франция  | 0 : 2 | Отборочные игры ОИ-2000 |
| 5 | 9 июня 1999     | Исландия | 3 : 0 | Отборочные игры ОИ-2000 |
| 6 | 4 сентября 1999 | Армения  | 6 : 0 | Отборочные игры ОИ-2000 |
| 7 | 9 октября 1999  | Украина  | 2 : 0 | Отборочные игры ОИ-2000 |

## Достижения
- Серебряный призёр чемпионата России: 1997
- Победитель зоны «Урал-Поволжье» Второго дивизиона: 2005
- Серебряный призёр зоны «Центр» Второго дивизиона: 2008
- Бронзовый призёр зоны «Юг» Второго дивизиона: 2009

## Личная жизнь
Женат, есть сыновья Никита и Даниил.